# Bacillidae
Bacillidae vormen een familie in de orde van de wandelende takken. De wetenschappelijke naam van deze familie is voor het eerst voorgesteld door Karl Brunner-von Wattenwyl in een publicatie uit 1893.

## Onderverdeling in geslachten

### Onderfamilie AntongiliinaeZompro, 2004

#### Tribus AntongiliiniZompro, 2004
- Antongilia Redtenbacher, 1906
- Onogastris Redtenbacher, 1906
- Paronogastris Cliquennois, 2006

#### Tribus LeprodiniCliquennois, 2006
- Leprodes Redtenbacher, 1906
- Pseudonogastris Cliquennois, 2006
- Virgasia Cliquennois, 2006

#### Tribus PseudodataminiZompro, 2004
- Cirsia Redtenbacher, 1906
- Paracirsia Cliquennois, 2006
- Pseudodatames Redtenbacher, 1906

#### Tribus TuberculatocharaciniZompro, 2005
- Tuberculatocharax Zompro, 2005

#### Tribus Xylicini Günther, 1953
- Bathycharax Kirby, 1896
- Ocnobius Redtenbacher, 1906
- Ulugurucharax Zompro, 2005
- Xylica Karsch, 1898
- Xylobacillus Uvarov, 1940

#### Tribus onbekend
- Anatispinosa Cliquennois, 2023

### Onderfamilie BacillinaeBrunner von Wattenwyl, 1893

#### Tribus BacilliniBrunner von Wattenwyl, 1893
- Bacillus Peletier de Saint Fargeau & Serville, 1827
- Clonopsis Pantel, 1915

#### Tribus PhalciniZompro, 2004
- Phalces Stål, 1875

### Onderfamilie MacyniinaeZompro, 2004

#### Tribus MacyniiniZompro, 2004
- Macynia Stål, 1875

### Onderfamilie onbekend

#### Tribus GratidiiniCliquennois, 2005
- Adelungella Brunner von Wattenwyl, 1907
- Burria Brunner von Wattenwyl, 1900
- Clonaria Stål, 1875
- Gharianus Werner, 1908
- Gratidiinilobus Brock, 2005
- Ladakhomorpha Hennemann & Conle, 1999
- Leptynia Pantel, 1890
- Linocerus Gray, 1835
- Macellina Uvarov, 1940
- Maransis Karsch, 1898
- Paragongylopus Chen & He, 1997
- Phthoa Karsch, 1898
- Pijnackeria Scali, 2009
- Sceptrophasma Brock & Seow-Choen, 2000
- Zangphasma Chen & He, 2008
- Zehntneria Brunner von Wattenwyl, 1907